# Гибралтарски проток
Гибралтарският проток (на испански: Estrecho de Gibraltar) е важен морски проток свързващ Атлантическия океан на запад и Средиземно море на изток и отделящ Пиренейския полуостров (Европа) на север от Африка на юг. Дължина 65 km, ширина – от 14 до 44 km. Минималната дълбочина на фарватера 338 m (максимална 1181 m). Западен вход на протока е линията свързваща носовете Трафалгар на север и Еспартел на юг, а източния вход е огреничен от линията между носовете Европа на север и Алмина на юг. По бреговете на протока се извисяват масивите на Гибралтарската скала на север и Муса на юг, които в древността са се наричали Херкулесовите стълбове. Повърхностното течение е в посока от запад на изток, а дълбочинното – обратно. Чрез повърхностното течение годишно в Средиземно море постъпват 55 198 km³ вода от Атлантическия океан със средна температура 17°С и соленост над 36‰. Чрез дълбочинното течение обратно в Атлантическия океан постъпват около 51 886 km³ средиземноморска вода с температура 13,5°С и соленост от 38‰. Дефицитът от 3312 km³ е обусловен основно в изпарение от повърхността на Средиземно море. Благодарение на удобното си географско положение Гибралтарския проток има голямо икономическо и стратегическо значение и се намира под контрола на английската крепост Гибралтар. На северния бряг са разположени испанските пристанища Ла Линеа и Алхесирас, а на южния – испанското пристанище Сеута и мароканското Танжер.
Гибралтар е задморска територия на Великобритания, разположена на голяма скала (peñón), която владее протока между Атлантическия океан и Средиземно море. На скалата е разположен град, който е финансов и туристически център, военноморска база на Великобритания, въздушно укрепление. Скалата е стратегическо място от главно значение, имайки предвид, че това е единствената точка, която обединява Средиземно море и Атлантика.